# Epocilla innotata
Epocilla innotata là một loài nhện trong họ Salticidae.
Loài này thuộc chi Epocilla. Epocilla innotata được Tord Tamerlan Teodor Thorell miêu tả năm 1895.